# Língua hawu
A língua hawu, havu, historicamente sawu, também chamada no exterior de savu ou sabu (portanto havunês, savunês, sawunês), é a língua da ilha Savu e também da ilha Raijua, que fica a oeste de Savu, nas  Pequenas Ilhas da Sonda, Indonésia. Tradicionalmente é considerada uma língua sumba, das línguas austronésias, podendo porém ser considerada uma língua não-austronésia, mas uma língua papua. A  língua dhao, que já foi considerada um dialeto hawu, não é mutuamente inteligível com esta última.

## Fonologia
Hawu compartilha consoantes implosivas ou talvez pré-glotalizadas com as línguas bima – sumba e sulauês, como a língua wolo.
O *S Hawu, percebido durante a era dos Portugueses na Indonésia, mudou para  / h / .A, uma mudança que não aconteceu na língua em Dhao. O inventário consoante Hawu é menor que o de Dhao:
{ são apicais, as da coluna  / ɲ / são laminis. Na ortografia comum, os implosivos são escritos | b', d', j', g'.  W é pronunciado} {IPA | [v]}} ou  [β]. Um som tônico  / j / (registrado} Y é encontrado no início de algumas palavras no dialeto Seba, onde os dialetos Timu e Raijua têm  / ʄ /.
As vogais são {{IPA | / i / e / a /.}, Com  / ə / escrita è na ortografia comum. Vogais longas fonéticas e ditongos são sequências de vogais. A vogal penúltima sílaba é tônica. (Toda vogal constitui uma sílaba.) Um [[xevá}} tônico prolonga a consoante seguinte:
 / ŋa / []a] 'com',  / niŋaa / [niˈŋaː] 'o que?',  / ŋaʔa / [ˈŋaʔa] 'coma, coma' ,. {IPA | / ŋali / [ali].} 'Senil' ,. {IPA | / ŋəlu / [ˈŋəlːu].} 'Vento'.
As sílabas são consoante-vogal (CV) ou somente vogal (V).

## Metátese das vogais
A história fonológica de Hawu é caracterizada por uma vogal incomum, mas totalmente uma metátese regular, que afeta a sequência das Proto-malaio-polinésias (PMP) * uCa / * uCə e * iCa / * iCə. A primeira muda para  uCu , a segunda para  CCi , conforme ilustrado na tabela a seguir.
| PMP       | Hawu | significadp       |
| --------- | ---- | ----------------- |
| *buta     | ɓədu | cego              |
| *Rumaq    | əmu  | casa              |
| *um-utaq  | mədu | vomitar           |
| *qulun-an | nəlu | encosto de cabeça |
| *ŋuda     | ŋəru | jovem             |
| *bulan    | wəru | lua, mês          |
| *pusəj    | əhu  | umbigo            |
| *kudən    | əru  | panela            |
| *lima     | ləmi | cinco             |
| *pija     | əri  | quantos           |
| *ma-qitəm | mədi | cinco             |

## Gramática
Hawu é uma língua ergativa - absolutiva com preposição ergativa ri (dialeto Seba), ro (Dimu) ou la (Raijua). Cláusulas são geralmente verbo-iniciais. No entanto, a presença da preposição ergativa permite uma ordem de palavras mais livre. Entre verbos monovalentes, S pode ocorrer antes ou depois do verbo. Segundo os falantes, não há diferença de significado entre as duas construções a seguir..
| Ordem palavras S-V | Ordem palavras S-V |
| ------------------ | ------------------ |
| jaa                | bəʔi               |
| 1ª SG              | dormir             |
| 'I sleep.'         |                    |

| Ordem palavras V-S | Ordem palavras V-S |
| ------------------ | ------------------ |
| bəʔi               | jaa                |
| dormir             | 1ª SG              |
| 'Eu durmo'         |                    |

Na ausência de preposição ergativa, construções bivalentes têm ordem estrita de palavras AVO.
| Ordem palavras AVO | Ordem palavras AVO | Ordem palavras AVO | Ordem palavras AVO |
| ------------------ | ------------------ | ------------------ | ------------------ |
| Haʔe               | ta                 | ngaʔa              | terae              |
| H.                 | não passado        | comer              | sorgo              |
| 'Hae come sorgo'   |                    |                    |                    |

Quando a preposição ergativa está presente, a ordem das palavras se torna bastante livre. Além disso, com a presença da preposição ergativa, muitos verbos transitivos têm uma forma especial para indicar o número singular do objeto substituindo a vogal final do verbo por "-e" quando o verbo termina em / i /, / o / ou / a / (por exemplo,  ɓudʒu   toque-os ,  ɓudʒe  'toque-o') ou "-o" quando o verbo termina em / u / ( "esquecer", esquece"). Os verbos que terminam em / e / não têm alternância. Os exemplos a seguir (do dialeto Seba) apresentam algumas das opções de ordem das palavras disponíveis e também mostram a alternância do verbo  nga'a  'comer' para nga e  quando ri está presente.
| Ordem palavras OVA | Ordem palavras OVA | Ordem palavras OVA | Ordem palavras OVA |
| ------------------ | ------------------ | ------------------ | ------------------ |
| Terae              | ngaʔe              | ri                 | Haʔe               |
| sorgo              | comer              | ERG                | H.                 |
| 'Hae come sorgo'   |                    |                    |                    |

| Ordem palavras VAO | Ordem palavras VAO | Ordem palavras VAO | Ordem palavras VAO | Ordem palavras VAO |
| ------------------ | ------------------ | ------------------ | ------------------ | ------------------ |
| Ngaʔe              | ri                 | Haʔe               | terae              | nane               |
| comer              | ERG                | Hae                | sorgo              | DEM                |
| 'Hae come sorgo'   |                    |                    |                    |                    |

Nas frases substantivas, os modificadores geralmente seguem o substantivo, embora haja algumas exceções possivelmente lexicalizadas, como ae dəu 'muitas pessoas' (comparar com Dhao   ɖʐəu ae pessoas muitas ') .
Além disso, e ao contrário de Dhao, toda referência pronominal usa pronomes independentes. Estes são:
| I     | Seba: jaa Dimu: ʄaa Raijua: ʄaa, dʒoo | Nós inclusivo | dii             |
| I     | Seba: jaa Dimu: ʄaa Raijua: ʄaa, dʒoo | Nós exclusivo | ʄii             |
| 2ª SG | əu, au, ou                            | 2ª PL         | muu             |
| 3ª SG | noo                                   | 3ª PL         | roo Raijua: naa |

s demonstrativos são complexos e pouco compreendidos. Eles podem ser contrastados pelo número (ver Walker 1982), mas isso não é confirmado por Grimes..
| somente este | ɗii     |
| este         | nee     |
| o, a         | əne, ne |
| aquele(a)    | nəi     |
| além         | nii     |

Estss podem ser tornados locativos (aqui, agora, ali, depois) precedendo as formas n com na; a forma neutra na əne opcionalmente contraindo para nəne. 'como isso / aquilo' é marcado com m ou mi na, com o ns e tornando he a forma neutra' 'əne' 'aparecendo irregularmente como mi (na) həre .
Cláusulas de amostra (Grimes 2006).
| ta           | nəru | ke     | Simo     | oro   | ŋidi | dahi. |
| não passado? | ?    | (nome) | ao longo | beira | mar  |       |
'Simo estava caminhando à beira do mar.'
| ta           | nəru  | ke  | roo  | teruu | la   | Həɓa. |
| não passsado | andam | (?) | eles | \| té | Seba |       |
'Eles continuaram caminhando para Seba.
| ta      | la | əte         | ke  | ri    | roo  | ne | kətu   | noo.   |
| npst}}? | vá | cortar fora | (?) | erg]] | eles | a  | cabeça | / dele |
'Eles foram e cortaram sua cabeça.'
| tapulara | pe-made            | noo | ri       | roo. |
| mas      | causativo - morrer | ele | ergativo | eles |
'Mas eles o mataram.'
| ki          | made   | ama | noo,      |
| se / quando | morrer | pai | dele(aa)a |
'Quando pai dele morrer,'
| ɗai   | təra  | noo | ne  | rui.  |
| muito | muito | ele | ser | forte |
'Ele era incrivelmente forte.'

## Dialetos
O dialeto Seba é o dominante e cobre a maior parte da ilha Savu e sua cidade principal, Seba. O dialeto Timu é falado no leste, Mesara no oeste, Liae no extremo sul. O Raijua é falado na ilha de mesmo nome (Rai Jua 'Ilha Jua') já citada.

## Amostra do texto
Pa dꞌara hewari, ta kako rike Yesus la èi lobo Galilea. Ta dèka rike ne dèu do rihi ae la peworle Noo. Ta haꞌe ke Noo la dꞌara hewue kowa do penawo pa ène, jꞌe wie ri Noo lii ajꞌa pa roo. Harièle ne dèu do pa kolo lede dꞌèno ne lii ajꞌa Noo.
Português
E ele começou novamente a ensinar à beira do mar; e até ele se reuniu uma grande multidão, de modo que entrou num navio e sentou-se no mar; e toda a multidão estava à beira-mar em terra. (Marcos, capítulo 4, versículo 1)